# Araxes ibaia / Río Araxes
Araxes ibaia / Río Araxes este o arie protejată (arie specială de conservare — SAC, sit de importanță comunitară — SCI) din Spania întinsă pe o suprafață de 64,23 ha, integral pe uscat.

## Localizare
Centrul sitului Araxes ibaia / Río Araxes este situat la coordonatele 43°05′05″N 2°01′40″W / 43.0848°N 2.0279°V.

## Înființare
Situl Araxes ibaia / Río Araxes a fost declarat sit de importanță comunitară în noiembrie 2000 pentru a proteja 10 specii de animale. Situl a fost protejat și ca arie specială de conservare în octombrie 2012.

## Biodiversitate
Situată în ecoregiunea atlantică, aria protejată conține 5 habitate naturale: Fânețe de joasă altitudine (Alopecurus pratensis, Sanguisorba officinalis), Grohotișuri termofile și vest-mediteraneene, Păduri de Quercus ilex și Quercus rotundifolia, Păduri aluvionare cu Alnus glutinosa și Fraxinus excelsior (Alno-Padion, Alnion incanae, Salicion albae), Pajiști uscate seminaturale și facies de acoperire cu tufișuri pe substraturi calcaroase (Festuco-Brometalia) (* situri importante pentru orhidee).
La baza desemnării sitului se află mai multe specii protejate:
- păsări (8): fluierar de munte (Actitis hypoleucos), pescăruș albastru (Alcedo atthis), stârc cenușiu (Ardea cinerea), mierla de apă (Cinclus cinclus), capîntortură (Jynx torquilla), muscar sur (Muscicapa striata), cormoran mare (Phalacrocorax carbo), lăstun de mal (Riparia riparia)
- mamifere (1): nurcă (Mustela lutreola)
- pești (1): Parachondrostoma miegii

Pe lângă speciile protejate, pe teritoriul sitului au mai fost identificate 1 specie de mamifere, 1 specie de pești.